# Estoloides venezuelensis
Estoloides venezuelensis är en skalbaggsart som beskrevs av Stefan von Breuning 1942. Estoloides venezuelensis ingår i släktet Estoloides och familjen långhorningar.
Artens utbredningsområde är Venezuela. Inga underarter finns listade i Catalogue of Life.